# Georgi Vasilievitx Pfeiffer
Georgi Vasilievitx Pfeiffer (ucraïnès: Георгій (Юрій) Васильович Пфейффер)  (Comtat de Prilukskij, 24 d'octubre de 1872 - Kíiv, 10 d'octubre de 1946), anomenat col·loquialment Yurii Pfeiffer, va ser un matemàtic rus ucraïnès.

## Vida i obra
Després de graduar-se el 1896 a la Facultat de Física i Matemàtiques de la Universitat de Kíiv, va impartir classes a diverses escoles secundàries de Kíev fins a l'any 1900 en que va ser nomenat professor ajudant de la universitat de Kiev. En aquesta universitat va restar tota la seva vida acadèmica, essent professor associat (1909), professor titular (1911), cap del departament d'anàlisi i president del consell científic de la Facultat de Física i Matemàtiques (1912-1941). Va treballar també com a cap de departament (1920-1940) i director (1941-1946) dels Instituts de Matemàtiques i de Física de l'Acadèmia de Ciències de la República Soviètica d'Ucraïna, que van ser fusionats durant la guerra i traslladats a Ufà (1941-1946)..
El seu treball científic es compon de més de 200 articles dedicats a la teoria d'equacions diferencials parcials, un gran nombre dels quals han estat publicats en edicions científiques de les acadèmies franceses, alemanyes, suïsses de ciències i en informes de congressos internacionals.
Pfeiffer va crear un mètode general per integrar formalment equacions no lineals i sistemes complets d'equacions parcials no lineals de primer ordre. Pfeiffer va investigar els problemes generals d'integrar equacions amb derivades parcials. El 1937, Pfeiffer va preparar i publicar un llibre de text sobre equacions diferencials.